# Aranžiranje cvijeća
Aranžiranja cvijeća (fr. arrangement, od arranger - srediti) je vještina oblikovanja ukrasnih cvjetnih aranžmana od više različitih vrsta cvijeća.

## Egipat
Prve kulture razvile su se u dolinama rijeka Nila, Eufrata i Tigrisa. S razvitkom običaja čovjek u cvijeću i biljkama nalazi životni simbol, amajliju. Iz svitka znamo koje su se biljke uzgajale u najranijim Egipatskim vrtovima. Egipćani su sadili vinovu lozu, lopoč i palme. Voljeli su cvijeće a posebno lotos i papirus. Obje biljke upotrebljavali su za ukrašavanje zgrada te pri obredima štovanja bogova i dostojanstvenika a umetali su ih i u vijence u počast mrtvih. Mnoge kamene, zlatne i srebrne vaze bile su aranžirane lopočima. Na mnogim svitcima i reljefima vidi se žena s lotosovim cvijetom u ruci ili kosi. Egipćani su od cvatova papirusa izrađivali kitice a slagali su ih poput snopova. Voljeli su svijetle boje i živo obojene vrste. Male cvjetne vjenčiće stavljali su i u sarkofage. U vrtovima su također sadili akacije, tamarise i grmove sljeza. Perunika je imala posebno mjesto u vrtovima Egipćana, a uzgajali su i ljekovito bilje. Njihova ljubav prema cvijeću vidljiva je u grobnom slikarstvu u Tutankamonovoj piramidi (vladao je oko 1333. do 1323. g. pr. Kr.). Biljke su se upotrebljavale za izradu parfema i kozmetičkih preparata. Mirisne svežnjeve cvijeća ili samo jedan cvijet, nosili su pri ceremonijama i žene i muškarci. Banketski stolovi ukrašavali su se kuglama cvijeća i vijencima koji su ispunjavali zrak svježim mirisom.

## Cvijeće i cvjetni aranžmani u antici:

#### Grčka
Grci su bili vrlo kulturan i napredan narod onog vremena.  Cvijećem su kitili ponajprije bogove, božice i svečane proroke. Ljiljanima su kitili kipove Artemisa, a bog sna Morfej slavljen je u crvenim makovima. Božicu ljepote i ljubavi Afroditu kitili su girlandama od bijelih ruža. Zaštitnicu znanosti, umjetnosti, zemljoradnje i ratne vještine, božicu Atenu kitili su grančicama masline. Prilikom održavanja igara u počast boga mora Posejdona pobjednik je dobivao granu palme i vijenac od celera. Palmina je grana u ono doba bila znak mira. U počast boga grožđa i vina Dioniza djevojčice su nosile štapove trske, visoke 2 m, koji su bili ukrašeni vrpcom i grančicom vinove loze, a na vrhu se nalazio češer pinije. Slične štapove Grci su nosili i u svečanim povorkama samo su bili izrađeni od cvijeća. Izrađivali su i vijence koje su vezali na nezatvorenim obručima u jasnom geometrijskom nizu. Listovi su bili povezani likom, vunom ili zlatnim nitima. Tako su vijencima od lovorova lišća kitili božice, pjevače i sportaše. Ratnici su pobjednički vijenac držali u ruci. Vijence za glavu Grci su davali kao priznanje. To su bili čvrsto vezani, okrugli vijenci od listova ruže, ljiljana, ljubice, mirte, timijana, kadulje i drugih mirisnih biljaka. Takve vijence davali su i gostima. Vijenci za glavu nosili su se i u ljekovite svrhe. Tako se vijenac od šeboja i mažurana nosio radi smanjenja bolova od migrene a vijenac od sunovrata za smirenje živaca. Vijenac od bršljana i ljubica nosio se radi opuštanja. Grci vijence nisu stavljali samo na glavu, nego i na vrata voljenih osoba ili na vrata kuće u kojoj se rodio sin. Vijenci od cvijeća i lišća služili su i za čašćenje mrtvih ili kao simbol besmrtnosti. Polagali su ih pred hramovima ili na grobljima.

#### Rim
Rimski osvajači spretno su iskoristili kulturne tekovine svih naroda koji su zavladali osobito Grka i Etrurščana. Sami se nisu istaknuli kao umjetnici i stvaraoci izvornog izražaja, ali su se pokazali kao izvrsni konstruktori. Cvijeće su manje posvećivali bogovima a više sebi. U republikanskom Rimu ratnike su kitili vijencima od ruža, koje su bile znak muške hrabrosti. Kako su vijenci od ruža bili odlikovanja i dijelili su ih u znak časćenja pobjeda, vrlo su brzo izgubili na vrijednosti, pa su dobili općenito značenje. U početku carkogg doba ruže su bile simbol ljubavi i slave za kuću te ukras stolova. Vijenac od ruža nosio se radi osvježenja pri jelu i plesu, a šalje se i ljubavnicima. Prilikom bakanalija ulice i prostor za stanovanje kite se ružama a kreveti posipaju ružinim laticama. Bakanalije su bile vrlo raskalašene gozbe s plesom uz obilje jela i pića. Laticama ruža začinili su vino te od njih pravili žele i med. Rimljani ruže uzgajaju u ružičnjacima. Zimi su brodovima dovozili cvijeće iz Aleksandrije i nove Kartage. Naime, osim ruža Rimljani su rabili i goleme količineostaloga tada poznatoga cvijeća. U to doba nastaju zgrade slične današnjim staklenicima koje su zagrijavali toplom vodom sustavom cijevi, a bile su pokrivene alabasterom kako bi ruže i ljiljani cvali i zimi. Rimljani su mnogo preuzeli od Grka. Tako za vjenčanja ili kao nagradu za pobijedu rabe vijence slične grčkima, samo je materijal bio raznovrsniji, ukrasi bogatiji listovima između kojih su povezi i vrpce koje vise. Trajne vijence vezali su zlatnim i srebrnim nitima. Vijenac za glavu (corona) kasnije je postao kruna. On je bio odlikovanje, znak staleža, ali i znak trijumfa. Žene su nosile vijence od mirtinih listova i cvjetova, a za vjenčanja su se kitile cvjetovima naranče. Prostorije su ukrašavali girlandama i festonima od lovora, ukrasnih listova, cvijeća ili plodova. Ne zna se jesu li cvijeće slagali i u vaze.

## Srednjovjekovna kultura
- To je doba kršćanskog viteštva. U tom velikom razdoblju ljudske kulture i umjetnosti postoje dva stila: romanika i gotika.

#### Romanika
Romanika u zapadnoj Europi traje otprilike od 10. do 12. stoljeća. U tom se vremenu mnoga plemena ujedinjuju u carstva, kao npr. karolinško carstvo. To je vrijeme vitezova i seoskih običaja, kad život čovjeka određuje mač i plug, odnosno borba i lov s jedne strane, i mučni ratarski rad s druge strane. Romantika je bila naposve razvijena u Italiji i ondje se nalaze najznačajnije bazilike (Firenza, Pisa, Milano). Cvijeće u tom razdoblju ima različite uloge. Vitezovi ga u stiliziranom obliku primjenjuju kao znakove na svojim grobovima. Na grbu francuskoga kraljevskog roda bio je ljiljan. Ljiljan je najpoznatiji od svih cvjetova na grobovima. Legenda priča da je merovinški kralj Klowik na rijeci Lys, kraj današnjeg Genta izvojevao veliku pobijedu zato što su mu mnogobrojnežute perunike skrenule pažnju na plićak kroz koji je morao prevesti svoje ratnike. Kao uspomenu na to korisno upozorenje uzeo je peruniku kao znak na svome grobu. Kada je Luj VII. odlazio u 2. križarski rat, odabrao je taj poznati simbol za svoju zastavu. Otada je perunika njegov cvijet. Ruže su bile na grobu kraljevskih obitelji Stuart i Tudor pa se njihovi ratovi zbog krune i zovu Rat crvene i bijele ruže. Tulipan je na grobovima turskih sultana iz kuće Osman, a krizantema se nalazi na japanskome državnom grbu. Neki su škoti na svom grbu imali čičak, a Irci djetelinu. U hladnim viteškim gradovima cvijeće je manje služilo kao ukras. U vrtovima su se sadile začinske i ljekovite biljke. U narodu još vlada poganska upotreba cvijeća i bilja. Tako se božikovina i imela rabe kao čarolije za plodnost i stavljaju se iznad vrata jer se vjerujecu njihove magične sile. Od 1006. godine slavi se Dušni dan, kada se moli za sve mrtve. Groblja se kite malim, okruglim, glatko i čvrsto vezanim vijencima.

#### Gotika
To je novi stil koji se razvijao tijekom 13. i 14. stoljeća u sjevernoj Francuskoj. Gotički stil dosljedan je dosljedan je i logičan građevinski sustav koji je omogućio podizanje novih i velikih objekata. Kiparstvo doživljava procvat. Zidovi u palačama vladara i feudalaca prekriveni su tapiserijama. Najpoznatije su građevine tog doba crkva Notre-Dame u Parizu i gradska vijećnica u Bruxellesu, a u Hrvatskoj zagrebačka katedrala, crkva sv. Dominika u Trogiru, fontane i Knežev dvor u Dubrovniku te Šibenska katedrala. Iza zidova srednjovjekovnih gradova niču mali vrtovi u kojima se sade voćke, začinsko bilje i cvijeće. Cvijeće i bilje postaje simbol duhovnih vrijednosti. Tako trodijelni list Jagode i djeteline simbolizira Sveto Trojstvo, četverolist simbolizira križ, a sedmerodijelni list sedam darova Duha Svetoga. Palmine grane koje su nekada bile simbol mira, označavaju duhovni mir i vjeru. List bršljana simbolizira vječni život u Kristu. Među cvijećem najveća je uloga ruže. Crvene ruže simboliziraju bol, bijele ruže Marijino veselje, a zlatne ruže slavu uzvišene žene. Đurđice su bile mladenački cvijet i simbolizirale su mladost i čistoću. Karanfil je donesen iz križarskog rata 1270. godine, a upotrebljavao se kao lijek. Osim simbolike u vjeri cvijeće ima i druge zadaće. Upotrebljava se kao ukras, a služi za veselje i ugodu. Tako su se podovi u sobama posipali cvijećem ili mirisnim travama (lavanda, ljubica, ruža, majčina dušica) i to ne samo za svetkovine već i za ostale prilike. Za velikih svečanosti i vjenčanjima zidovi su se ukrašavali cvijećem koje je bilo pojedinačno ili u kiticama učvršćeno na viseće vrpce ili ponjave. U procesijama prilikom dolaska vladara ili crkvenih blagdana cvijećem su se obasipavali trgovi i ulice. Tako je čovjeka iz gotike cvijeće pratilo svakodnevno.

## Doba preporoda - renesansa (15. i 16. stoljeće)
Na kraju srednjeg vijeka pojavljuje se novi duh a time i novo vrijeme. Vrtove nalazimo u zamkovima i kućama plemstva i bogatih trgovaca, ali i oni se mijenjaju. Osim vrtova s voćem, povrćem i ljekovitim biljem postoje i vrtovi koji su namijenjeni uživanju i zabavi. U tim vrtovima cvate mnogo cvijeća i ima prostora za slavlje i igre. Poslije otkrića Amerike u Europu se iz novih zemalja unose dotada nepoznate biljke i cvijeće. Radi njihova uzgoja osnivaju se botanički vrtovi. Španjolci iz vrtova asteka donose sunčanicu, kadificu, ciniju, daliju, dragoljub, grahoricu, noćurak i dr. S Orijenta stižu kockavica, ranunkula, neven i tulipan. Zanimanje za cvijeće bilo je toliko veliko da je u Frankfurtu na Majni osnovana prva burza cvijeća, gdje se trguje uvezenim cvijećem i vrstama uzgojenim u Europi. Povećava se zanimanje za rezano cvijeće. Rezano cvijeće stavlja se u posude koje su prvi put izrađene upravo u tu svrhu. Dotada su se kao vaze rabili vrčevi ili kante iz kućanstva. Prve vaze uzrađene su od finog stakla ili keramike. Osim toga na slikama onog vremena vidljivi su komponirani veliki buketi, lijepih kontrasnih boja u simetričnom ovalu, oblika kapi ili okruglastih kontura.

## Barok
Barok traje od 1600. do 1730. godine. Barokni stil dolazi do izražaja u graditeljstvu, kiparstvu i slikarstvu. U baroknom vrtu nema mjesta cvijeću. Da bi se površina između ornamenata od šimšira oplemenila bojom postavljaju se umjetno obojeni cvjetovi. Omiljeni ukrasi stola bile su zdjele s voćem i utaknutim cvjetovima. Ostale prostorije u kući ukrašavale su se girlandama od cvatućih grana ili grana s plodovima i raznim cvjetovima. Omiljeni ukras prostorija bile su porculanske vaze s cvjetovima izrađenima od srebrnog filigrana, fine čipke ili šarenog porculana. Cvijeće ima posebno mjesto u životu ljudi u doba baroka. Tulipani su bili toliko omiljeni da su ih počeli uzgajati u Nizozemskoj. Francuski protestanti uvezli su zumbule i u Berlinu priredili veliku izložbu zumbula. Nakon lukovičastog cvijeća popularni postaju karanfili. Oni se čak od 1660. godine uzgajaju u staklenicima. Cvijeće se sadi masovno ali ne samo zbog samih cvjetova već i zbog dobivanja mirisnih tvari. U doba baroka mirisi se mnogo troše a kolonjska voda postaje sredstvo za njegu.

## Rokoko
Stil koji nastaje za vladavine Luja XV. trajao je od vremena vrhunca vladavine Luja XV. do francuske revolucije (1730. – 1789.). U doba rokokoa teške barokne obline zamjenjuju lakši i nježniji oblici, osobito u unutrašnjem uređenju dvorova i palača. Riječ rokoko izvedena je iz francuske riječi roc što znači kamen ili stijena. Parkovi su njegovani a vrtovi su engleskog pejsažnog stila. Cvjetni vijenci vežu se oko glave, a cvjetne kitice zatiču u njedra. Prvi put se počinju kititi božićna drvca.

## Duhovni i gospodarski razvoj u 19. stoljeću
Francuskom revolucijom završava vrijeme apsolutizma i počinje novo poglavlje ljudske povijesti. Svaki čovjek ima jednaka prava. U Francuskoj se pojavljuje novi stil ampir, koji se koristi grčkim i egipatskim motivima. Unutrašnji prostori opremljeni su začuđujuće kruto a kao ukras služe vijenci i girlande. Cvijeće se sadi u glinene lonce koji se pak stavljaju u porculanske lonce. Kao lončanice sade se potočnice, dalije, mak, palme, hortenzije, kamelije, bršljan, fuksije, ruže i karanfil. Nakon ampira pojavljuje se romantizam. Tada u prostorijama vlada ugodna malograđanska atmosfera. Zrcala su ukrašena mahagonijem, na zidovima vise portreti a na noćnim ormarićima stalak za cvijeće. Živo cvijeće drži se u sobama a s pokućstva se gube cvjetni motivi. Ljubav prema cvijecu dovodi do mijenjanja izgleda vrtnih površina. Oblikuju se gredicevu raznim oblicima i koje su međusobno odvojene šljunkom. Cvijeće koje ne uspijeva u Europi uzgaja se u staklenicima koji postaju sastavni dio vrta. U Parizu se od 1840. godine pojavljuju prvi prodavači cvijeća.

## Buketi u 19. stoljeću
Izrađuje se nekoliko vrsta buketa a najpoznatiji je bidermajer (nastao 1820. godine) koji je kupolastog oblika. Na vrhu buketa nalazi se samo jedan cvijet a ispod njega su posloženi ostali cvjetovi u krugovima. Buket završava manšetom. Talijanski buket (1860. godine) sličan je bidermajeru ali je slobodnije složen i bez manšete. Piramidalni buket (1880. godine) veže se tako da visoko strši a iz tog buketa razvio se mahart buket u kojemu se vežu suhe trave ili umjetno cvijeće. Pompadur buket (1890. godine) izrađuje se kao i današnji vjenčani buketi.

## Aranžiranje u 20. stoljeću
U 20. stoljeću govori se o namjenskoj ljepoti. To za floristiku znači prilagođavanje prilikama. Florist sada cvijet promatra kao formu ili kao dio forme. Tako on pojedine latice stavlja na žicu i stvara jedinstvene cvjetne vezove. Razvijaju se dekorativni i reprezentativni aranžmani koji odražavaju ljepotu cvijeća. Isto tako željeno cvijeće dostupno je cijele godine tako da više sezonsko cvijeće skoro ni ne postoji. Florist ima nekoliko uloga: biti umjetnik, savjetnik, trgovac i stručnjak za reklamu.